# پاینزویل، ویکتوریا
پاینزویل (به انگلیسی: Paynesville) یک شهرک در استرالیا است که در ویکتوریا (استرالیا) واقع شده‌است.

## خواهرخوانده
شهر آکرا خواهرخواندهٔ پاینزویل، ویکتوریا هست.